# Família Amneris
A família Amneris é uma pequena família de asteroides localizados no cinturão principal. A família foi nomeada devido ao primeiro asteroide que foi classificado neste grupo, o 871 Amneris.

## Os maiores membros desta família
| Nome              | Diâmetro | Semieixo maior | Inclinação orbital | Excentricidade orbital | Ano da descoberta |
| ----------------- | -------- | -------------- | ------------------ | ---------------------- | ----------------- |
| 871 Amneris       | ?        | 2,222 UA       | 4,252 °            | 0,120                  | 1917              |
| 1047 Geisha       | ?        | 2,240 UA       | 5,665 °            | 0,193                  | 1924              |
| 1274 Delportia    | ?        | 2,230 UA       | 4,396 °            | 0,113                  | 1932              |
| 1396 Outeniqua    | 10,95 km | 2,247 UA       | 4,494 °            | 0,165                  | 1936              |
| 1514 Ricouxa      | ?        | 2,240 UA       | 4,534 °            | 0,200                  | 1906              |
| 2036 Sheragul     | ?        | 2,244 UA       | 3,973 °            | 0,186                  | 1973              |
| 2510 Shandong     | ?        | 2,253 UA       | 5,268 °            | 0,196                  | 1979              |
| 2538 Vanderlinden | ?        | 2,239 UA       | 4,766 °            | 0,130                  | 1954              |
| 2839 Annette      | ?        | 2,217 UA       | 4,808 °            | 0,150                  | 1929              |
| 3301 Jansje       | ?        | 2,233 UA       | 5,064 °            | 0,153                  | 1978              |
| 3589 Loyola       | ?        | 2,245 UA       | 4,464 °            | 0,164                  | 1984              |
| 3919 Maryanning   | ?        | 2,219 UA       | 3,959 °            | 0,189                  | 1984              |
| 3991 Basilevsky   | ?        | 2,250 UA       | 3,875 °            | 0,174                  | 1987              |
| 4640 Hara         | ?        | 2,252 UA       | 4,209 °            | 0,107                  | 1989              |
| 4875 Ingalls      | ?        | 2,243 UA       | 5,251 °            | 0,179                  | 1991              |
| 5178 Pattazhy     | ?        | 2,229 UA       | 3,987 °            | 0,137                  | 1989              |